# Ptilinus lobatus
Ptilinus lobatus är en skalbaggsart som beskrevs av Thomas Casey 1898. Ptilinus lobatus ingår i släktet Ptilinus och familjen trägnagare. Inga underarter finns listade i Catalogue of Life.